# Nizlopi
Nizlopi ist eine britische Band. Die Musik der Band mischt Hip-Hop-Elemente mit traditionellem Folk.

## Bandgeschichte
Sie wurde von den beiden Musikern Luke Concannon und John Parker in Leamington Spa gegründet. Beide kennen sich bereits aus ihrer gemeinsamen Schulzeit am Trinity Catholic Technology College. 2004 erschien unter dem Titel Half These Songs Are About You das Debütalbum der Band. Trotz überwiegend positiver Resonanz bei den Kritikern verfehlte das Album kommerziellen Erfolg. Auch die im Juni 2005 ausgekoppelte Single JCB verkaufte sich anfänglich kaum. Das von Laith Bahrani für den Song gedrehte und preisgekrönte Video verhalf ihm jedoch im Internet zu wachsender Popularität. Daraufhin wurde die Single im Dezember 2005 wiederveröffentlicht, erreichte auf Anhieb die Spitze der britischen Charts und wurde in der ersten Woche 81.660 mal verkauft. Das Lied handelt von Kindheitserinnerungen und einem gelben JCB-Bagger. Anfang 2010 löste sich die Band auf.

## Diskografie

### Alben
- 2004: Half These Songs Are About You
- 2006: ExtraOrdinary
- 2008: Make It Happen

### Singles
- 2006: JCB
- 2006: Girls
- 2008: Start Beginning

## Auszeichnungen für Musikverkäufe
| 3× Platin-Schallplatte - Irland - 2006: für die Single JCB |

Anmerkung: Auszeichnungen in Ländern aus den Charttabellen bzw. Chartboxen sind in ebendiesen zu finden.
| Land/RegionAuszeichnungen für Musikverkäufe (Land/Region, Auszeichnungen, Verkäufe, Quellen) | Silber  | Gold | Platin     | Verkäufe | Quellen        |
| -------------------------------------------------------------------------------------------- | ------- | ---- | ---------- | -------- | -------------- |
| Irland (IRMA)                                                                                | —       | —    | 3× Platin3 | 45.000   | irishcharts.ie |
| Vereinigtes Königreich (BPI)                                                                 | Silber1 | —    | Platin1    | 660.000  | bpi.co.uk      |
| Insgesamt                                                                                    | Silber1 | —    | 4× Platin4 |          |                |